# Centrepoint Racing
Centrepoint Racing war ein britischer Hersteller von Automobilen.

## Unternehmensgeschichte
Der Designer Tony Claydon gründete 1989 das Unternehmen in Billericay in der Grafschaft Essex. Er begann mit der Produktion von Automobilen und Kits. Der Markenname lautete Tara. 1990 endete die Produktion. Insgesamt entstanden etwa drei Exemplare.

## Fahrzeuge
Das einzige Modell war der V8. Die Basis bildete ein Fahrgestell, das von Southern Roadcraft zugeliefert wurde. Darauf wurde eine Coupé-Karosserie montiert, die Claydon entworfen hatte. Auffallend waren die Klappscheinwerfer.